# Ілюце Дескелеску
Ілюце Дескелеску (рум. Iliuță Dăscălescu; нар. 15 липня 1972, Роман, Нямц) — румунський борець греко-римського стилю, дворазовий срібний призер чемпіонатів Європи, учасник Олімпійських ігор.

## Життєпис
Боротьбою почав займатися з 1986 року. У 1990 році став бронзовим призером чемпіонату світу серед юніорів. Того ж року став чемпіоном Європи серед молоді. У 1991 році здобув бронзову медаль чемпіонату світу серед молоді.
Виступав за спортивний клуб «Стяуа» Бухарест. Тренер — Георге Берчану.

## Спортивні результати на міжнародних змаганнях

### Виступи на Олімпіадах
| Змагання                    | Збірна  | Вагова категорія                 | Місце |
| --------------------------- | ------- | -------------------------------- | ----- |
| Літні Олімпійські ігри 1992 | Румунія | греко-римська боротьба, до 48 кг | 5     |

### Виступи на Чемпіонатах світу
| Змагання                        | Збірна  | Вагова категорія                 | Місце |
| ------------------------------- | ------- | -------------------------------- | ----- |
| Чемпіонат світу з боротьби 1991 | Румунія | греко-римська боротьба, до 48 кг | 5     |

### Виступи на Чемпіонатах Європи
| Змагання                         | Збірна  | Вагова категорія                 | Місце  |
| -------------------------------- | ------- | -------------------------------- | ------ |
| Чемпіонат Європи з боротьби 1990 | Румунія | греко-римська боротьба, до 48 кг | Срібло |
| Чемпіонат Європи з боротьби 1992 | Румунія | греко-римська боротьба, до 48 кг | Срібло |

### Виступи на інших змаганнях
| Змагання                           | Збірна  | Вагова категорія                 | Місце  |
| ---------------------------------- | ------- | -------------------------------- | ------ |
| Гран-прі Німеччини з боротьби 1990 | Румунія | греко-римська боротьба, до 48 кг | 4      |
| Гран-прі Німеччини з боротьби 1992 | Румунія | греко-римська боротьба, до 48 кг | 5      |
| Гран-прі Німеччини з боротьби 1993 | Румунія | греко-римська боротьба, до 48 кг | Срібло |

### Виступи на змаганнях молодших вікових груп
| Змагання                                           | Збірна  | Вагова категорія                 | Місце  |
| -------------------------------------------------- | ------- | -------------------------------- | ------ |
| Чемпіонат світу з боротьби серед юніорів 1990      | Румунія | греко-римська боротьба, до 50 кг | Бронза |
| Чемпіонат Європи з боротьби серед молоді 1990      | Румунія | греко-римська боротьба, до 48 кг | Золото |
| Балканський чемпіонат з боротьби серед молоді 1990 | Румунія | греко-римська боротьба, до 48 кг | Золото |
| Чемпіонат світу з боротьби серед молоді 1991       | Румунія | греко-римська боротьба, до 48 кг | Бронза |
| Чемпіонат Європи з боротьби серед молоді 1992      | Румунія | греко-римська боротьба, до 52 кг | 6      |